# Six degrés de séparation
Pour les articles homonymes, voir Six degrés de séparation (homonymie).
 (avril 2024).
Si vous disposez d'ouvrages ou d'articles de référence ou si vous connaissez des sites web de qualité traitant du thème abordé ici, merci de compléter l'article en donnant les références utiles à sa vérifiabilité et en les liant à la section « Notes et références ».

Visualisation artistique du principe des six degrés de séparation.

Les six degrés de séparation (aussi appelée théorie des six poignées de main) est une théorie qui évoque la possibilité que toute personne sur Terre peut être reliée à n'importe quelle autre au travers d'une chaîne de relations individuelles comprenant au maximum six maillons. Elle trouve son origine dans une nouvelle de l'écrivain hongrois Frigyes Karinthy publiée en 1929.
Avec le développement des technologies de l’information et de la communication, le degré de séparation a été mesuré de 4,74 sur le réseau social Facebook en 2011, 3,5 degrés en 2016, et à 6,6 sur l’échange de plusieurs milliards de messages instantanés étudiés en 2008 par Eric Horvitz (en) et Jure Leskovec, chercheurs chez Microsoft, en analysant des discussions de Windows Live Messenger.
Cette théorie est reprise en 1967 par Stanley Milgram à travers l'étude du petit monde.

## Premières versions

### Rétrécissement du monde
Les théories étatistes sur la conception optimale des villes, les flux de trafic en ville, dans les quartiers et la démographie sont en vogue après la Première Guerre mondiale. Ces conjectures sont étendues en 1929 par l'écrivain hongrois Frigyes Karinthy, qui publie un recueil de nouvelles intitulé Minden másképpen van (« Tout est différent »). L'une des histoires s'intitule Láncszemek (« Chaînons »). L'histoire analyse dans des termes abstraits, conceptuels et fictionnels plusieurs des problèmes qui vont captiver les générations futures de mathématiciens, sociologues et physiciens dans le domaine de la théorie des réseaux. En raison des avancées technologiques dans les domaines de la communication et des voyages, les réseaux d'amitié ont pu s'étendre sur des distances plus grandes. Karinthy croit ainsi que le monde moderne est en train de rétrécir, étant donné la connectivité de plus en plus grande des humains. Il postule que, malgré les grandes distances physiques entre les individus sur la planète, la grandissante densité des réseaux humains permet aux distances sociales de se rétrécir. À partir de cette hypothèse, les personnages de Karinthy croient que deux individus au hasard peuvent être reliés par au maximum cinq maillons.

« Un jeu fascinant naquit de cette discussion. L'un de nous suggéra de préparer l'expérience suivante afin de prouver que la population de la planète est plus proche ensemble maintenant qu'elle ne l'a jamais été dans le passé. Nous devrions sélectionner n'importe quelle personne du 1,5 milliard d'habitants de la planète, n'importe qui, n'importe où. Il paraît que, n'utilisant pas plus de cinq individus, l'un d'entre eux étant une connaissance personnelle, il pourrait contacter les individus choisis en n'utilisant rien d'autre que le réseau des connaissances personnelles. »

Par la suite, cette idée influence directement ou indirectement beaucoup d'idées primaires dans le domaine des réseaux sociaux. Karinthy est ainsi considéré par certains comme étant le créateur de la notion des « six degrés de séparation ».

## Étude du petit monde
Michael Gurevich conduit des séminaires dans son étude empirique de la structure des réseaux sociaux lors de son doctorat en 1961 au Massachusetts Institute of Technology (MIT) sous la direction d'Ithiel de Sola Pool. Le mathématicien Manfred Kochen, un Autrichien qui travaille dans le domaine du design urbain étatiste, extrapole ces résultats empiriques dans un manuscrit concernant les mathématiques, Contacts and Influences, concluant, dans un pays de la taille des États-Unis sans structure sociale, qu'« il est pratiquement certain que deux individus au hasard peuvent se contacter au moyen d'au moins deux intermédiaires. Dans une population structurée socialement cela est moins possible mais reste encore probable. Et peut-être pour la population mondiale entière, on aura besoin probablement seulement d'un seul individu de plus. » Ils font par la suite des simulations selon la méthode de Monte-Carlo, en se basant sur les données de Gurevich, reconnaissant que les liens de connaissance faible et fort sont utiles pour modéliser une structure sociale. Les simulations, ayant lieu sur des ordinateurs relativement limités de 1973, permettent tout de même de prédire que trois degrés de séparation, plus réaliste[pas clair], existent dans la population des États-Unis, préfigurant les découvertes de Stanley Milgram.
Le psychologue américain Stanley Milgram continue les expériences de Gurevich sur les réseaux de connaissance à l'université Harvard de Cambridge. Le manuscrit d'U. S. Kochen et de Sola Pool, Contacts and Influences, est écrit quand tous les deux travaillent à l'université de Paris, Milgram leur rend visite et collabore à leur recherche durant cette période. Leur manuscrit, non publié, circule toutefois parmi les académiciens pendant près de 20 ans avant sa publication en 1978. Il articule formellement la mécanique des réseaux sociaux, et explore les conséquences mathématiques de celles-ci (y compris le degré de connectivité). Le manuscrit laisse de nombreuses questions sur les réseaux non résolues, et l'une d'elles est le nombre de degrés de séparation dans les réseaux sociaux. Milgram reprend le défi lors de son retour de Paris, menant aux expériences expliquées dans The Small World Problem dans la publication scientifique Psychology Today, puis avec une version plus rigoureuse dans Sociometry deux ans plus tard. L'article publié dans Psychology Today génère beaucoup de publicité pour les expériences, qui sont connues aujourd'hui, alors même que le travail de fond est oublié[pas clair].